# Cornelio Firmano
Cornelio Firmano (falecido a 5 de julho de 1588) foi um prelado católico romano que serviu como bispo de Osimo (1574–1588).

## Biografia
No dia 9 de janeiro de 1574, Cornélio Firmano foi nomeado Bispo de Osimo durante o papado de Gregório XIII. A 21 de fevereiro de 1574, foi consagrado bispo por Scipione Rebiba, cardeal-bispo de Albano. Serviu como bispo de Osimo até à sua morte a 5 de julho de 1588. Enquanto bispo, foi o principal co-consagrador de Filippo Sega, bispo de Ripatransone (1575); e Niccolò Aragonio (Aragona), Bispo de Ripatransone (1578)